# Halathimalapura, Hadagalli
Halathimalapura là một làng thuộc tehsil Hadagalli, huyện Bellary, bang Karnataka, Ấn Độ.